# 华岩洞石窟造像
华岩洞石窟造像位于山东省泰安市东平县梯门镇西沟流村西北，是一处佛教造像石窟，为市级文物保护单位。
该石窟使用天然洞穴加工而成。造像分布在洞内两边石壁上，看风格应为唐代晚期造像。共有浮雕造像近百尊。其中最大的造像高1.8米，最小的仅有10厘米多。其中“十王像”是北方地区最早的。
该造像在文革期间被破坏，部分造像头部被砸掉，“四方维修碑记”也被凿掉。目前尚未复原。